# Ilia Kravchenko
Ilia Kravchenko (8 de agosto de 2000) es un deportista de Ucrania que compite en atletismo. Ganó una medalla de plata en el Campeonato Europeo de Atletismo Sub-20 de 2019, en la prueba de salto con pértiga.